# Franz Josef Naumann
Franz Josef Naumann (* 28. November 1904 in Jaroslau, Galizien; † 30. Juni 1980 in Rankweil) war ein österreichischer Politiker (CS, ÖVP) und Landesparteisekretär. Er war von 1959 bis 1964 Abgeordneter zum Vorarlberger Landtag.

## Ausbildung und Beruf
Nach dem Besuch der Volksschule in Wien wechselte Naumann an die Unterstufe eines Wiener Gymnasiums. Er absolvierte danach bis 1923 eine Lehre als Bürokaufmann in Exportgeschäft Gustav Feith in Wien und besuchte parallel drei Jahre lang die Fortbildungsschule der Wiener Kaufmannschaft. Des Weiteren bildete er sich in Abendkursen am Technologischen Gewerbemuseum in Wien weiter. Er arbeitete von 1922 bis 1927 als Nachkalkulant der Wiener Maschinenfabrik Körting AG und war danach 1927 kurzfristig Büroangestellter bei Gustav Feith in Wien. 1927 übersiedelte er nach Vorarlberg und arbeitete zwischen 1928 und 1930 als Schriftleiter einer philatelistischen Fachzeitschrift in Dornbirn. Danach wurde er von 1930 bis 1938 Redakteur der Vorarlberger Landeszeitung. Aus politischen Gründen wurde nach der Machtübernahme der Nationalsozialisten 1938 gegen Naumann eine mehrmonatige „Schutzhaft“ verhängt. Zudem wurde gegen ihn ein Gauverweis und ein Berufsverbot als Journalist ausgesprochen. Naumann arbeitete deshalb ab Oktober 1938 als Angestellter des landwirtschaftlichen Entschuldungsamtes in Immenstadt und übersiedelte danach nach Bergreichenstein im Sudetenland, wo er von März 1940 bis 1943 im landwirtschaftlichen Bereich tätig war und illegaler Weise Publikationen für verschiedene Zeitschriften verfasste. Danach wurde er 1943 zum Kriegsdienst im Zweiten Weltkrieg eingezogen, wobei er 1945 aus der britischen Kriegsgefangenschaft zurückkehrte. Er arbeitete nach seiner Rückkehr bis April 1946 erneut im journalistischen Bereich und war danach von Mai 1946 bis zum Jahr 1969 als Landesparteisekretär der ÖVP-Vorarlberg beschäftigt.

## Politik und Funktionen
Naumann engagierte sich in der Zwischenkriegszeit als Mitbegründer des Reichsbundes der katholischen Jugend in Hadersdorf-Weidlingau und war dort auch Mitglied der christlichdeutschen Turnerschaft. Er übernahm die Funktion des Vertrauensmanns der Christlichsozialen Partei in Hadersdorf-Weidlingau und war ab 1930 als Landesvertreter bei der Österreichischen Journalistengewerkschaft aktiv. Er war zudem Mitglied des Vorarlberger Heimatdienstes und Obmann des Verbandes Vorarlberger Schriftsteller. Zudem wirkte er als Kulturverwalter der Vaterländischen Front und war Obmann der Elternvereinigung der Handelsakademie Bregenz. Als Abgeordneter des Wahlbezirkes Bregenz vertrat er die Österreichische Volkspartei vom 29. Oktober 1959 bis zum 28. Oktober 1964 im Vorarlberger Landtag, wobei er auch Mitglied im Landwirtschaftlichen Ausschuss war. Er wirkte innerparteilich von 1946 bis 1969 als Mitglied des Landesparteipräsidiums der ÖVP Vorarlberg sowie Mitglied der Landesparteileitung der ÖVP Vorarlberg und war von 1950 bis 1959 Mitglied des Landesparteirates der ÖVP Vorarlberg. Zudem war Naumann als Obmann des Vorarlberger Bauernbundes und kooptiertes Mitglied des Landesgruppenvorstandes des ÖAAB Vorarlberg aktiv und war Mitglied der Landesleitung des Wirtschaftsbundes Vorarlberg.

## Privates
Naumann wurde als Sohn des aus Vöcklabruck stammenden k.k. Militäroberwerkmeister Franz Naumann (1872–1909) geboren. Er heiratete 1935 Anny Jirsa und wurde Vater von drei Kindern, die zwischen 1936 und 1940 geboren wurden.

## Auszeichnungen
- Goldenes Ehrenzeichen der Österreichischen Jugendbewegung (1968)
- Ehrenmitglied des Verbandes der Freunde und Förderer der Bundeshandelsakademie Bregenz (1973)